# Promurricia depressa
Promurricia depressa là một loài nhện trong họ Hersiliidae.
Loài này thuộc chi Promurricia. Promurricia depressa được miêu tả năm 1993 bởi Martin Baehr & Barbara Baehr.